# Frenesia difficilis
Frenesia difficilis là một loài Trichoptera trong họ Limnephilidae. Chúng phân bố ở miền Tân bắc.